# 马蒂娜·罗贝茨
马蒂娜·伊尔玛·罗贝茨（荷蘭語：Martine Irma Robbeets；又译马蒂尼·罗比茨）是比利时历史比较语言学家、考古学家，德国美因茨大学讲师，并任职于德国马克斯·普朗克学会人类历史科学研究所(德語：Max-Planck-Institut für Menschheitsgeschichte)。她长期以来一直认为欧亚大陆的一些语言如突厥语、蒙古语、通古斯语、朝鲜语和日本语有同源关系，共属于“泛欧亚语系”。

## 人物经历

### 提出“泛欧亚语系”
2017年，罗贝茨提出，日语（可能还有韩语）起源于一种混合语言。她提出，突厥语、蒙古语和通古斯语的祖籍是在满洲西北部的某个地方。一群说原始阿尔泰语的人向南迁移到现在的中国辽宁省，在那里他们大部分被一个拥有类似南岛语的农业社群同化。这两种语言的融合导致原始日语和原始韩语的出现。
2018年，她和 Remco Bouckaert 使用贝叶斯系统语言学方法论证了阿尔泰语的一致性，他们将其称为“泛欧亚语”。
她与英国、法国、德国、中国、日本、韩国、俄罗斯、捷克、荷兰和新西兰的语言学家、考古学家和遗传学家合作，研究成果于2021年11月10日发表在期刊《自然》（Nature），从语言学、考古学和遗传学三个维度分析了“泛欧亚语系”的起源。他们认为，该语系起源于中国东北地区的辽河流域，从距今9200年开始随着黍作农民向周围扩散，最终演变成五大语系。

## 著作
- Language dispersal beyond farming. John Benjamins Publishing, Amsterdam (2017)
- Diachrony of verb morphology: Japanese and the Transeurasian languages. de Gruyter Mouton, Berlin (2015)
- Paradigm change: in the Transeurasian languages and beyond. Benjamins, Amsterdam (2014)
- Is Japanese related to Korean, Tungusic, Mongolic and Turkic? Harrassowitz, Wiesbaden (2005)